# Mongolische Staatsuniversität für Landwirtschaft
Die Mongolische Staatsuniversität für Landwirtschaft ist eine staatliche Universität in der mongolischen Hauptstadt Ulaanbaatar und mit nahezu 10.000 Studenten und rund 600 wissenschaftlichen Angestellten die größte Universität für Landwirtschaft und rangiert unter den fünf wichtigsten Universitäten der Mongolei. Die Universität entstand als Ausgliederung aus der Nationaluniversität der Mongolei, sie hat Kooperationsverträge mit 120 Partnern aus 24 Ländern.

## Geschichte
Bei der Gründung der Nationaluniversität der Mongolei im Jahr 1948 wurde auch die Fakultät für Veterinärmedizin eingerichtet. Diese Fakultät erhielt durch Ausgliederung 1958 die Selbständigkeit als Institut für Landwirtschaft. Durch Ausbau und Eingliederungen von Schulen und Versuchsbetrieben wurde das Institut 1990 in Universität für Landwirtschaft umbenannt und schließlich 1993 als Mongolische Staatsuniversität für Landwirtschaft akkreditiert.

## Ausstattung
Die Universität verfügt über einen Campus von 12,4 Hektar, vier Institute, 37 Abteilungen und 100 Laboratorien. Kooperationen bestehen mit Universitäten in 24 Ländern, unter anderem in Belgien, China, Deutschland, Niederlande, Kanada, Korea, Österreich, Polen, Russland, Tschechien und Ungarn.

## Bekannte Partner und Förderer der MSUA
- Ulrich Koester (* 1938), Gastprofessor und Ehrendoktor der Universität[1]
- Hermann Heiler, Präsident der FH Weihenstephan-Triesdorf hält einen Doktortitel der MSUA ehrenhalber